# فريدريش فيدلر
فريدريش فيدلر (بالروسية: Фидлер, Фёдор Фёдорович)‏ (و. 1859 – 1917 م) هو مترجم، وكاتب من الإمبراطورية الروسية، ولد في سانت بطرسبرغ، توفي في سانت بطرسبرغ، عن عمر يناهز 58 عاماً.